# Aloe reitzii
Aloe reitzii es una especie de planta suculenta de la familia Xanthorrhoeaceae. Es originaria del sur de África.

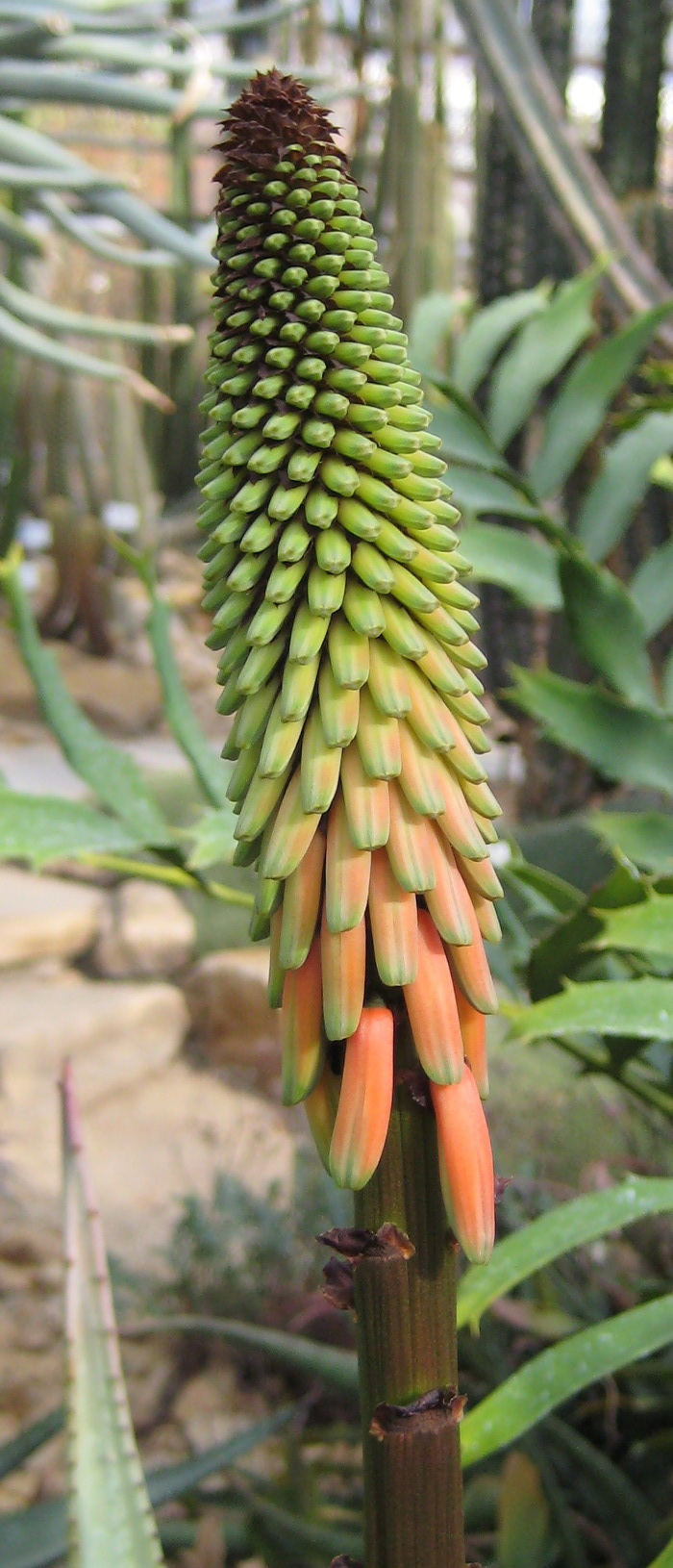
Inflorescencia

## Descripción
Es una planta usualmente solitaria, sin tallo o con tallo corto procumbente, que alcanza un tamaño de 600-900 mm de altura, excluida la inflorescencia. Tiene muchas hojas, arqueado-erectas, de 400-650 x 85-120 mm, muy superficialmente canalizadas, glaucas a verde opaco, el envés con espinas en la línea media apical. La inflorescencia es erecta, muy densa, en racimos cilíndrico-cónicos, 2-6-ramificado, con 1-1,3 m de altura; brácteas ovado-agudas. Las flores rojas por encima, por debajo de color limón, cilíndricas.

## Distribución y hábitat
Crecen en las praderas de montañas rocosas con inviernos muy fríos y con lluvia de verano. Las flores cilíndricas de A. reitzii la distinguen de otras especies de esta sección. La inflorescencia de A. reitzii tiende a ser más libremente ramificada que la de Aloe gerstneri, y los pedicelos son más cortos. A. reitzii comparte con Aloe aculeata el color de las flores que son diferentes en las partes superior e inferior de la misma flor. En A. reitzii las flores son de color rojo por encima y amarillo por debajo.

## Taxonomía
Aloe reitzii fue descrita por Gilbert Westacott Reynolds y publicado en S. African Bot. 3: 135 1937.
Etimología
Ver: Aloe
reitzii: epíteto otorgado en honor de Herrn F. W. Reitz, quien descubrió la especie.